# Manchester Stock Exchange
La Manchester Stock Exchange est l'une des anciennes bourses régionales anglaises, qui ont connu une très forte activité au XIXe siècle, jusqu'au début des années 1970, lorsque toutes les Bourses ont fusionné en 1973. Les opérations sur le parquet de Liverpool ont cessé en 1985.

## Histoire
La Manchester Stock Exchange a été précédée sur les mêmes lieux par une importante Bourse de commerce. L'architecte Thomas Harrison dessine le bâtiment de 1809 à l'intersection de Market Street et Exchange Street. Le site construit en pierre de  Runcorn a coûté 2000 sterling, payés à l'avance par 400 membres. Il est doté d'un hall commercial de 812 yards carrés et d'une bibliothèque de plus de 15000 livres. C'est le prestigieux "Manchester Cotton Exchange".
À Manchester, en 1827 et 1828, William Gibson et Thomas Langston, richissimes assureurs, publient dans la presse des listes d'actions des canaux qu'il achètent et vendent, puis y ajoutent des actions de chemin de fer. La ville compte 23 courtiers en 1836 qui se réunissent près du "Manchester Cotton Exchange", ouvert en 1809 et précédé par un ancêtre créé en 1729. Le 7 novembre 1836 est fondée la Manchester Stock Exchange, dans une pièce du Manchester Cotton Exchange. Elle accueille 23 société cotées, dont une l'est aussi à Londres, a bientôt son propre bâtiment, qui a coûté 87000 livres sterling, un immeuble de style victorien. La Liverpool Stock Exchange ouvre aussi en 1836.
Dans les années 1830 et 1840, ce sont les sociétés de chemin de fer qui ont contribué le plus au développement de la Manchester Stock Exchange, mais aussi de la Glasgow Stock Exchange et de la Liverpool Stock Exchange.  D'autres bourses régionales anglaises voient le jour dans les dix années qui suivent par le même processus.
En 1836, grâce à l'appétit pour le chemin de fer, Manchester a déjà 38 courtiers en actions, juste derrière la qui dispose de son côté de 43 courtiers en actions. Parmi le total de ces courtiers, connus des historiens, travaillant dans les bourses régionales anglaises, les neuf-dixièmes sont alors basés à Manchester et Liverpool.
Nombre de courtiers en actions dans les bourses régionales anglaises au milieu du XIXe siècle:
| Année     | Manchester | Liverpool | Birmingham | Bristol | Leeds | Bradford | Newcastle | Sheffield |    |
| 1845-1846 | 90         | 85        | 19         | 20      | 24    | nc       | nc        | nc        | nc |
| 1847      | 105        | 187       | 25         | 32      | 98    | 16       | 13        | 14        |    |
| 1853      | 66         | 32        | 13         | nc      | 33    | 6        | 9         | 17        |    |
| 1861      | 48         | 80        | 11         | 14      | 23    | 3        | 8         | 10        |    |

Comme les  sociétés de canaux, les sociétés de chemin de fer ont un actionnariat essentiellement local et stable, même pour les deux plus grands  chemins de fer de province, Liverpool et Manchester, qui a conservé un quart des actions entre 1826 et 1845Cottrell 2013, p. 37. La Bourse des valeurs de Liverpool a 255 sociétés cotées en 1847, parmi lesquelles 193 sociétés ferroviaires anglaises, soit trois fois plus que Londres, qui en a 66. Liverpool a aussi 40 sociétés de chemin de fer étrangères et 8 banquesCottrell 2013, p. 38. Les actionnaires de Liverpool et Manchester s'intéressent ensuite aux lignes secondaires. De très local au début, dans les régions industrielles, le marché boursier anglais commence un peu à se nationaliserCottrell 2013, p. 38.
La Bourse des valeurs de Manchester réunit 89 courtiers dès 1846. L'année précédente, une règle a été votée pour interdire les échanges avec les non-membres ou à n'importe quel moment à proximité, témoignant du désir d'une centralité des échanges. En 1849, une pétition s'indigne que des échanges aient lieu avec des non-membres dans une salle de l'Electric Telegraph Company.
Les actionnaires de Liverpool et Manchester s'intéressent ensuite aux lignes secondaires. De très local au début, dans les régions industrielles, le marché boursier anglais commence un peu à se nationaliserCottrell 2013, p. 38.
Le bâtiment victorien a été agrandi par le cabinet d'architecte de Mills & Murgatroyd entre 1867 et 1874. puis à nouveau agrandi par Bradshaw Gass & Hope entre 1914 et 1931, pour le doter de la plus importante salle de négociation d'Angleterre. Il a continué à être le bâtiment de la Manchester Stock Exchange jusqu'au début des années 1970, lorsque toutes les Bourses provinciales anglaises ont fusionné en 1973. Les opérations sur le parquet de Liverpool ont cessé en 1985.
L'ancienne bourse de matières premières puis de valeurs sera ensuite utilisée à de nouveaux usages : le Royal Exchange Theatre est un théâtre de Manchester fondé en 1976, dans ce bâtiment.
Au début des années 1970, toutes les Bourses anglaises et écossaises ont fusionné en 1973.

### Histoire du bâtiment

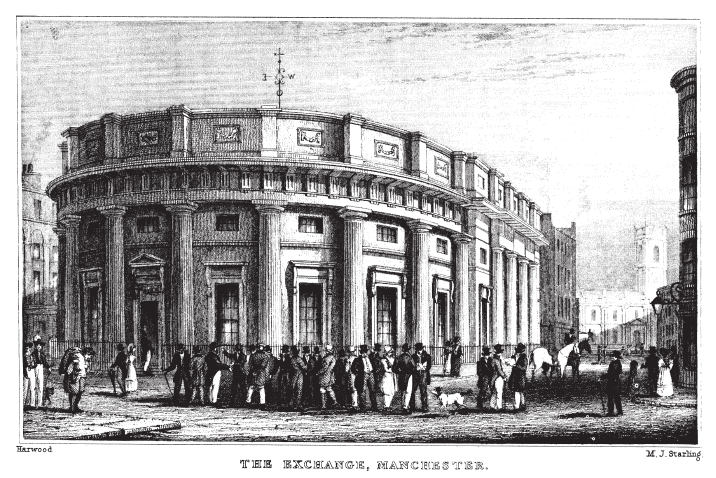
Le Manchester Exchange en 1835